# Атамекен (Байтерекский район)
Атамекен (каз. Атамекен, до 2022 — Железново) — село в Байтерекском районе Западно-Казахстанской области Казахстана. Административный центр Атамекенского сельского округа. Код КАТО — 274433100.

## Население
В 1999 году население села составляло 1104 человека (541 мужчина и 563 женщины). По данным переписи 2009 года в селе проживало 1016 человек (505 мужчин и 511 женщин).